# Kineski teorem o ostatcima
Kineski teorem o ostatcima (eng. Chinese Remainder Theorem – CRT) govori o rješenju sustava linearnih kongruencija.
Za ovaj se teorem veže ime kineskog matematičara Sun Tzua. Smatra se da je teorem tada korišten u kineskoj vojsci za prebrojavanje vojnika. Ipak, u potpunosti ga je iskazao tek 1247. godine Kinez Qin Jiushao.
Moderni iskaz teorema glasi ovako.
Neka su {\displaystyle m_{1},m_{2},...,m_{r}} u parovima relativno prosti brojevi te neka su  {\displaystyle a_{1},a_{2},...,a_{r}\in \mathbb {Z} .} Tada sustav kongruencija
{\displaystyle x\equiv a_{1}{\pmod {m_{1}}},...,x\equiv a_{r}{\pmod {m_{r}}}} ima rješenja. 
Uz to, ako je {\displaystyle x_{0}} jedno rješenje sustava, onda su sva rješenja tog sustava dana s  {\displaystyle x\equiv x_{0}{\pmod {m_{1}m_{2}\cdot ...\cdot m_{r}}}}.

## Dokaz
Neka je {\displaystyle m=m_{1}m_{2}\cdot ...\cdot m_{r}} te neka je {\displaystyle n_{j}={\frac {m}{m_{j}}}} za {\displaystyle j=1,2,...,r.}
Zbog uvjeta da su {\displaystyle m_{1},m_{2},...,m_{r}} u provima relativno prosti, imamo da je {\displaystyle M(m_{j},n_{j})=1} pa postoji {\displaystyle x_{j}\in \mathbb {Z} } takav da je {\displaystyle n_{j}x_{j}\equiv a_{j}{\pmod {m_{j}}}.}
Promotrimo sada broj {\displaystyle x_{0}=n_{1}x_{1}+...+n_{r}x_{r}.}
Za njega vrijedi {\displaystyle x_{0}=0+0+n_{j}x_{j}+0+...+0\equiv a_{j}{\pmod {m_{j}}}.} Zato je {\displaystyle x_{0}} rješenje sustava kongruencija s kojim smo počeli.
Konačno, ako su {\displaystyle x,x_{0}} dva rješenja tog sustava, onda je {\displaystyle x\equiv x_{0}{\pmod {m_{1}}}} za {\displaystyle j=1,2,...,r}. Zbog toga što su {\displaystyle m_{j}} u parovima relativno prosti, dobivamo da je 
{\displaystyle x\equiv x_{0}{\pmod {m}}.}